# ییژی آدام
ییژی آدام (چکی: Jiří Adam؛ زادهٔ ۱۲ اکتبر ۱۹۵۰) ورزشکار پنج‌گانه و شمشیرباز اهل چکسلواکی است.
وی در مسابقات کشوری و بین‌المللی در مجموع برندهٔ ۱ مدال نقره شده‌است.